# Imatra
Imatra és una ciutat de Finlàndia situada a la vora del llac Saimaa al sud-est del país, a uns 7 km de la frontera amb Rússia, país amb el qual existeix un pas fronterer important que connecta amb la ciutat de Svetogorsk. Pertany a la província de Finlàndia del Sud i la regió de Carèlia del Sud. A més del pas fronterer, és un centre industrial molt important i foren aquestes indústries les que donaren peu a la fundació de la ciutat.
Imatra és especialment coneguda dins el món del motociclisme pel seu circuit urbà, que fou seu del Gran Premi de Finlàndia durant anys.

## Ciutats agermanades
- Zvolen, Eslovàquia